# Neto's

Logotipo da Neto's

Neto's foi uma rede de quiosques de coxinhas brasileira criada pelos youtubers Felipe Neto e Luccas Neto em 2017. Sua primeira unidade foi aberta no Shopping Tijuca, no Rio de Janeiro. A rede patrocinou ativamente o Botafogo de Futebol e Regatas, impulsionando a popularidade do clube. O quiosque contava com um espaço interativo com imagens dos YouTubers e oferecia uma dúzia de opções de coxinhas salgadas e doces. Entre outros produtos vendidos estavam pizzas individuais, batata frita, milk-shake e doces típicos de festa. No total, cinco unidades foram abertas, sendo três em shoppings do Rio e duas no Estádio Nilton Santos. A Neto's foi extinta em 2019, após Felipe entrar no processo de se tornar vegetariano.

## História

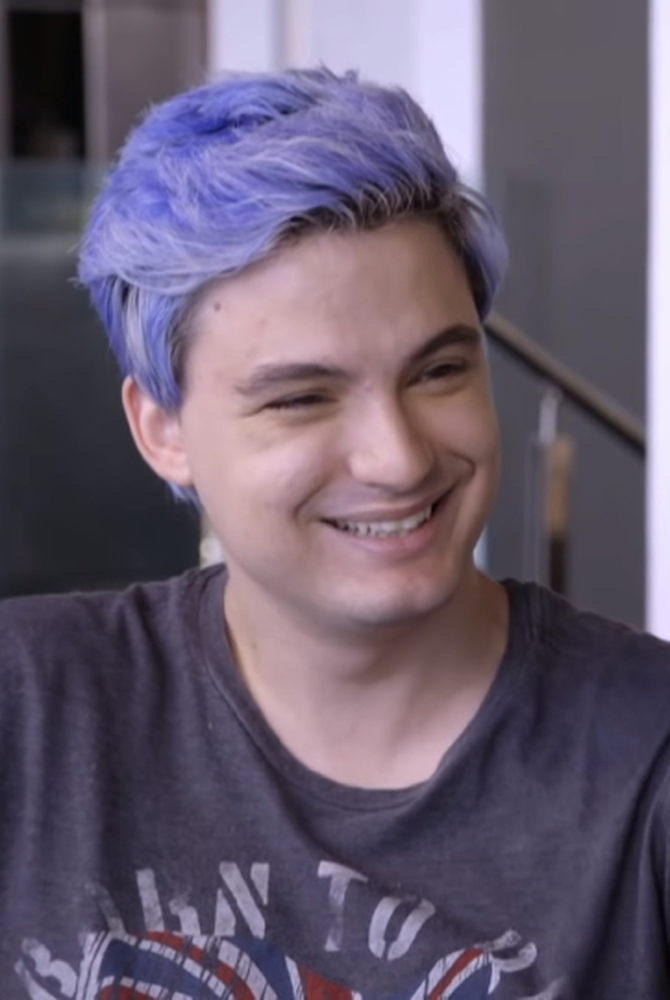
Felipe Neto em 2019

A Neto's foi anunciada pela primeira vez em novembro de 2017 pelas celebridades da Internet Felipe Neto e Luccas Neto, em parceria com a rede Lecadô. Seu primeiro quiosque foi aberto no Shopping Tijuca. Suas previsões eram de abrir uma segunda unidade até o fim do ano e terminar 2019 com trinta unidades. Durante o dia 13, os youtubers estiveram no quiosque. No dia 24, foi anunciado que a empresa patrocinaria o Botafogo de Futebol e Regatas. Este foi o primeiro patrocínio de um youtuber a um clube de futebol. Foi pontual; os jogadores do time utilizaram uniformes com o logo da Neto's em um jogo contra a Sociedade Esportiva Palmeiras no Campeonato Brasileiro de Futebol, mas houve a possibilidade de estender a parceria até 2018. Felipe Neto comentou: "Acredito que o Botafogo é o parceiro perfeito para a divulgação da nossa marca e minha paixão pelo clube me anima ainda mais de ver essa união dar certo. Esse é o início de uma grande história". Outros patrocínios pontuais ocorreram. Em um deles, a busca pela linha infantil do Botafogo cresceu 500% em dois dias, e o número de inscritos do canal do Botafogo dobrou. A relação entre a Neto's e o  Botafogo foi estudada por faculdades de comunicação. Com a empresa, o time arrecadava cerca de 100 mil reais mensais. No dia 2 de dezembro, como parte do patrocínio, ocorreu o evento "Fogão me chama" no Estádio Nilton Santos, reunindo cerca de seis mil crianças, devido à presença de Luccas Neto.
No dia 2 de fevereiro de 2018, duas novas unidades foram abertas, no Nilton Santos, que ficariam abertas nos dias de jogo. Cinco dias depois, foi anunciado que, após os patrocínios pontuais, o Botafogo e Felipe Neto estenderiam o contrato até o final da temporada de 2018. No dia 8 do mês seguinte, foi aberta uma unidade no Norte Shopping, a partir de um investimento de 160 mil reais. Em 19 de maio, foi anunciada uma promoção: se o Botafogo ganhasse um jogo de futebol, haveria 50% de desconto para as coxinhas no dia seguinte. Três dias depois, uma unidade foi aberta no Via Parque Shopping. No dia 11 de dezembro, o patrocínio da Neto's ao Botafogo foi encerrado, entrando um patrocínio de maior valor de outra empresa de Felipe, a Vigia de Preço.
No dia 29 de agosto de 2019, Felipe anunciou em suas redes sociais o fechamento da Neto's, pois estava no processo de se tornar vegetariano, após ficar uma semana sem comer carne, experiência descrita por ele como "louca". Segundo o próprio, a decisão o fez perder dinheiro por quebrar acordos que já haviam sido assinados.
| “ | Anuncio que os quiosques de coxinhas da marca Neto's serão fechados. Não foi uma decisão fácil, mas está alinhada com o que defendo. Eu acredito que o mundo só melhora quando aqueles que detêm o poder econômico abrem mão de alguns lucros em prol do planeta. | ” |

Paola Carosella, ativista e jurada do MasterChef Brasil, argumentou na postagem que Felipe poderia manter a empresa aberta com coxinhas vegetarianas, mas ele concluiu dizendo que abrir um novo negócio seria melhor.

## Descrição

### Formato

Quiosque da Neto's no Via Parque Shopping

O quiosque da Neto's tinha uma área de quatorze metros quadrados, com design "descolado" possibilitando ver vídeos de Luccas e Felipe, bem como fazer fotos e selfies ou gravar vídeos num espaço interativo, que contava com uma foto dos irmãos. Foi divulgado que a interatividade seria um dos diferenciais da marca.

### Produtos
A Neto's era especializada em coxinhas salgadas e doces. Em sua estreia, eram vendidas em pacotes de oito mini coxinhas. Entre os sabores salgados estavam frango com cream cheese e quatro queijos. Havia também uma coxinha doce, polvilhada de açúcar e canela e recheada de creme de avelã, que foi divulgada como uma criação de Luccas Neto. Com a abertura de novas unidades, outros produtos passaram a ser vendidos. Por exemplo, as duas unidades do Nilton Santos vendiam batata frita. A unidade do Norte Shopping passou a vender casquinhas de sorvete de chocolate e baunilha e milk-shakes, montados na hora com ingredientes da preferência do cliente.
A unidade do Via Parque Shopping contava com coxinhas em tamanho coquetel em seis sabores salgados e seis doces. As salgadas eram de cream cheese, calabresa, pizza, quatro queijos, carne seca com cream cheese e bacon, e as doces, todas polvilhadas com açúcar e canela, eram de creme de avelã, beijinho, doce de leite, chocolate ao leite, chocolate branco e paçoca. Eram vendidas também pizzas individuais servidas em uma embalagem pronta para o consumo, em dois sabores: mussarela e calabresa. Por fim, eram vendidos típicos doces de festas, como beijinho, paçoca, brigadeiro, brigadeiro infantil e casadinho.